# John Boxtel

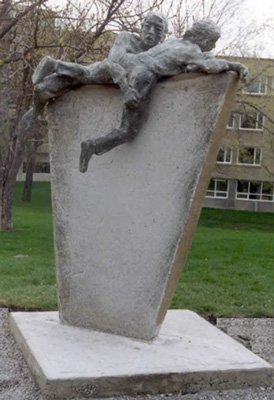
To overcome, beeltenis van een hindernisbaan voor het Royal Military College of Canada in Kingston

John Boxtel, geboren als Johannes Cornelis Maria (Jan) van Boxtel (Goirle, 21 juni 1930 – Canada, 1 oktober 2022), was een Nederlandse beeldhouwer. In 1954 emigreerde hij naar Canada, waar hij tot aan zijn overlijden in 2022 woonde en werkte. In dit land werd hij tot een van de bekendste beeldhouwers van het land gerekend.

## Biografie
In Nederland volgde hij de lagere school en de technische school. In 1954 emigreerde hij naar Canada omdat hij vrij wilde zijn. Hij trok zich daar terug op een eiland met aanvankelijk alleen zijn huis erop. Hij werkte de eerste jaren in zijn nieuwe thuisland als timmerman.
Vervolgens studeerde hij kunst aan de College of Art dat deel uitmaakt van de Universiteit van Toronto. Ook volgde hij de Artists' Workshop in Londen. In 1967 werd hij leraar in de vakken beeldhouwkunst, houtsnijkunst, ontwerp, architectuur en bouw. Hij gaf in deze periode les aan de latere schrijver Linwood Barclay, met wie hij een bijzondere band opbouwde. Sinds 1979 werkte hij voltijds als beeldhouwer.
Boxtel werd in Canada tot een van de vier bekendste beeldhouwers van het land gerekend. Hij exposeerde zijn werk zowel in Canada als in Nederland. Hij maakte monumenten voor opdrachtgevers uit deze landen evenals uit de Verenigde Staten, Japan en Zwitserland.
In 2015 leidde zijn schenking van de beeldengroep Kyte Flyers aan de gemeente Goirle tot het vertrek van wethouder Sjaak Sperber en de verwijdering van het CDA uit het college. Tegen de achtergrond speelde dat de commissie van Kunst en Cultuur onderling en met de wethouder van mening verschilden en er relatief hoge kosten waren gemoeid met het transport van Canada naar Nederland.
Boxtel kende verschillende grote liefdes voor wie hij Canada, de VS en Zuid-Amerika heeft doorgereisd. Hij was getrouwd en kreeg kinderen. Zijn zus Riet van de Louw-van Boxtel werd bekend als beeldhouwer in Nederland. Hij woonde op latere leeftijd in een zelfgebouwd huis aan de rivier Napanee, vlak bij de gelijknamige plaats.
Boxtel overleed in 2022 op 92-jarige leeftijd in Canada.

## Documentaire
Over zijn leven verscheen de documentaire Moving target van de Nederlands-Franse filmmaker Bart Coenders. Deze werd in 2003 opgenomen en werd in 2008 door NTR en Omroep Brabant uitgezonden. Over Boxtels vertrek naar Canada zei Coenders "Hier kon hij geen kunst studeren, werd hij dom gehouden door de kerk." De titel van de documentaire is ontleend aan een zin die Boxtel in de documentaire zegt: "It's hard to hit a moving target." Ook kwam aan de orde dat hij geen hoge pet op had van politiek. Dat vatte hij samen als: "People that can, do - People that cannot, go into politics and tell other people what to do."
- International Standard Name Identifier: 0000 0000 7400 6836
- Library of Congress Control Number: n2003048358
- Nederlandse Thesaurus van Auteursnamen: 277135516
- Virtual International Authority File: 33833445
- WorldCat: E39PBJxWRTMW8mqV6YqbwBM3wC